# Mariusz Wlazły
Mariusz Wlazły est un joueur polonais de volley-ball né le 4 août 1983 à Wieluń (voïvodie de Łódź). Il mesure 1,97 m et joue attaquant de pointe. Il totalise 56 sélections en équipe de Pologne.

## Clubs
| Club                      | Pays    | De        | À         |
| ------------------------- | ------- | --------- | --------- |
| WKS Wieluń                | Pologne | 1997-1998 | 2000-2001 |
| SPS Automark Zduńska Wola | Pologne | 2001-2002 | 2002-2003 |
| Skra Bełchatów            | Pologne | 2003-2004 |           |

## Palmarès

### Club et équipe nationale
- Championnat du monde des moins de 21 ans (1)
  - Vainqueur : 2003
- Championnat du monde (1)
  - Vainqueur : 2014
  - Finaliste : 2006
- Championnat du monde des clubs 
  - Finaliste : 2009, 2010
- Ligue des champions 
  - Finaliste : 2012
- Championnat de Pologne (8)
  - Vainqueur : 2005, 2006, 2007, 2008, 2009, 2010, 2011, 2014
  - Finaliste : 2012
- Coupe de Pologne (6)
  - Vainqueur : 2005, 2006, 2007, 2009, 2011, 2012
  - Finaliste : 2004

### Distinctions individuelles
- Meilleur attaquant de la Ligue des champions 2008
- Meilleur marquer de la Ligue des champions 2010
- MVP de la Ligue des champions 2012
- MVP et meilleur attaquant du Championnat du monde 2014